# Islandská kuchyně
Islandská kuchyně (islandsky: Íslensk matargerð) je tradiční kuchyně s dlouholetou historií na ostrově Island. V konzumaci ryb a mořských plodů na osobu jsou Islanďané druzí na světě hned za Japonci. Ryby připravují čerstvé, ale i sušené nebo jinak konzervované. Islanďané příliš nepoužívají koření a bylinky, jejich jídla tak mají přírodní chuť.
Národním jídlem je hákarl (kvašené žraločí maso), které má specifický zápach a neobvyklou chuť. Islanďané připravují i velrybí maso, především z plejtváka malého. Národním jídlem je také skyr, zakysaný mléčný produkt podobný jogurtu. Konzumují jej neochucený bílý, ale i sladký s různým ovocem.

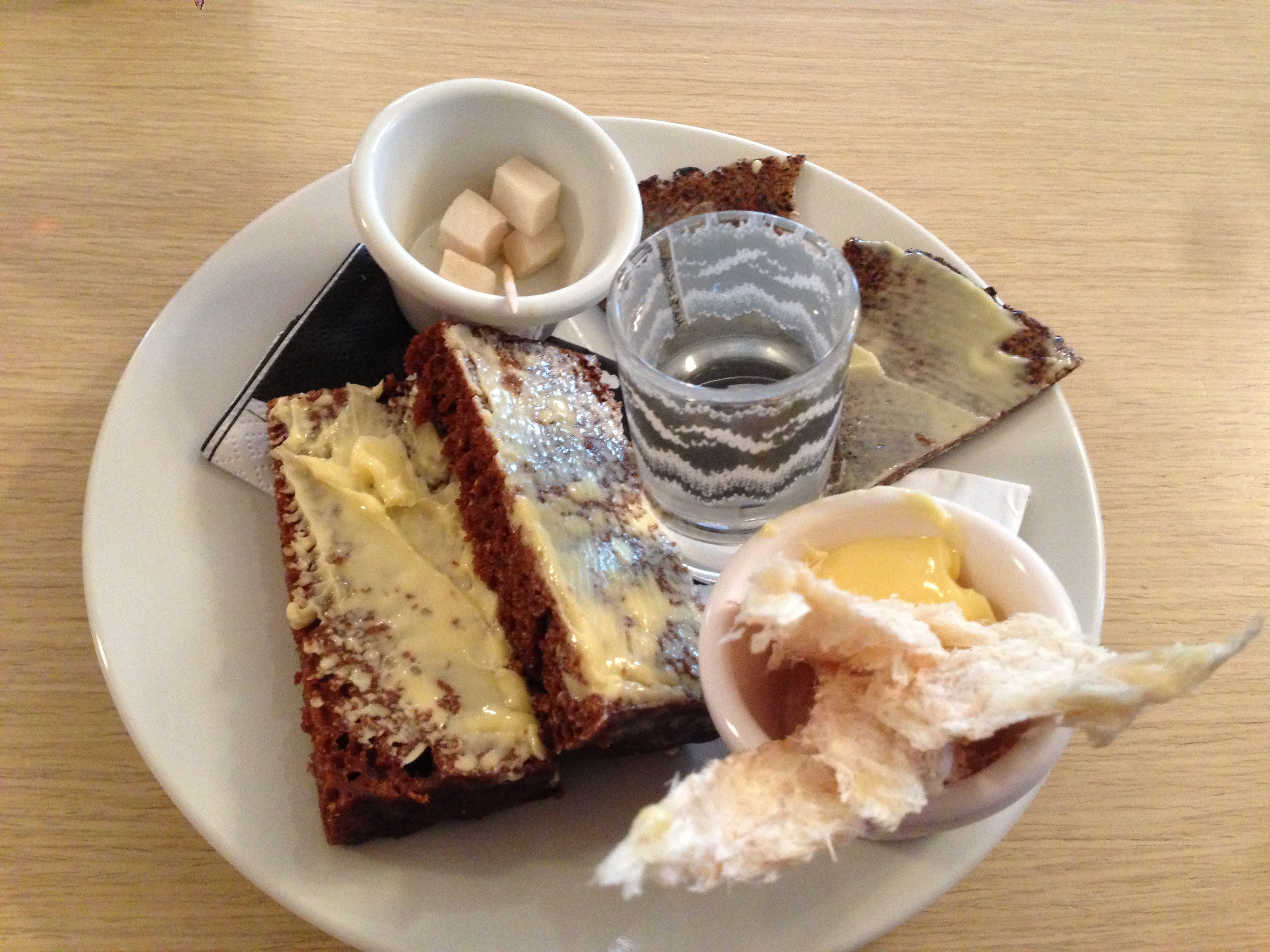
Islandská snídaně

I na Island pronikla mezinárodní fast food kuchyně. Všude se tak prodávají hamburgery, sendviče, hot dogy, pizza a hranolky.

## Suroviny
Island byl v minulosti chudou zemí s drsným studeným klimatem. Tradiční pokrmy byly proto levné a syté. Islanďané konzumovali vždy potraviny bohaté na maso, ryby, mléčné výrobky, brambory a obiloviny, naopak chudé na zeleninu a ovoce.
Islanďané chytají a připravují mnoho druhů ryb. Patří mezi ně mořské ryby: treska, siven, ďas mořský, platýs, sumec, kambala, sleď, rejnok nebo žralok. Připravují také sladkovodní ryby, jako je sladkovodní losos a pstruh. Využívají povolení chytat velryby či tuleně. Z mořských plodů mají v oblibě krevety, ústřice, mušle a vynikající humři.
Vedle skopového nebo jehněčího masa konzumují i dražší maso hovězí a dokonce i maso koňské. V oblibě mají i zvěřinu (sobí maso) a ptačí maso (bělokur podobný tetřevovi, papuchalk, alkoun, racek, kormorán). Konzumují i vejce vodního ptactva.

## Ingredience
K běžným ingrediencím islandské kuchyně patří sušené mořské řasy, lesní houby a pěstované žampióny. Dále to jsou borůvky, bobulovité plody šichy černé, rebarbora, divoký tymián, libeček a andělika. Na lávových svazích roste lišejník zvaný pukléřka islandská, který také využívají v kuchyni.

## Tradiční islandská jídla
- Kjötsúpa, polévka z jehněčího masa
- Humří polévka, je proslulá a s pečivem bývá často vydatným pokrmem

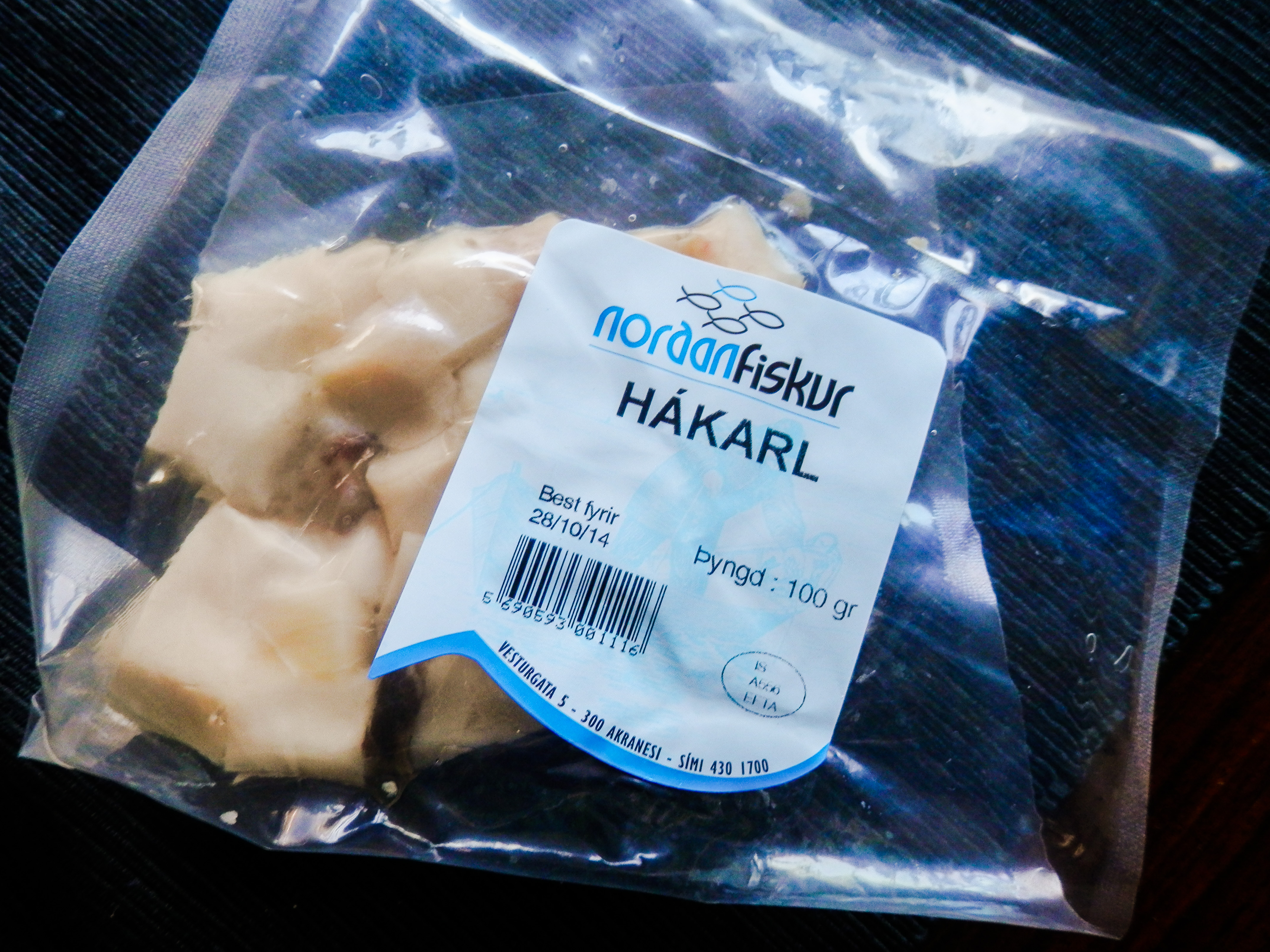
Hákarl, proužky masa ze žraloka

- Hákarl, proužky masa ze žralokaHákarl, na proužky nakrájené maso z grónského žraloka velikého, které se zapíjí silnou pálenkou brennivín. Protože v syrovém stavu je maso žraloka jedovaté (obsahuje vysokou koncentraci amoniaku, neurotoxinu a kyseliny močové), může se konzumovat až po několika týdnech uložení půl metru pod zem pod vrstvu písku nebo hlíny. Tyto vrstvy maso stlačí a při kvašení jsou z jeho těla vytlačeny jedovaté látky.
- Hangikjöt, doslova zavěšené maso, které se udí kouřem z místního druhu břízy nebo sušeného ovčího trusu. Jedná se o plátek uzeného masa (skopového, jehněčího nebo koňského), nejčastěji podávaného s bramborami a bešamelovou omáčkou. Je to tradiční vánoční jídlo.
- Harðfiskur (hardfiskur), maso tresky skvrnité sušené na vzduchu.Thorramatur – výběr z tradičních islandských jídel

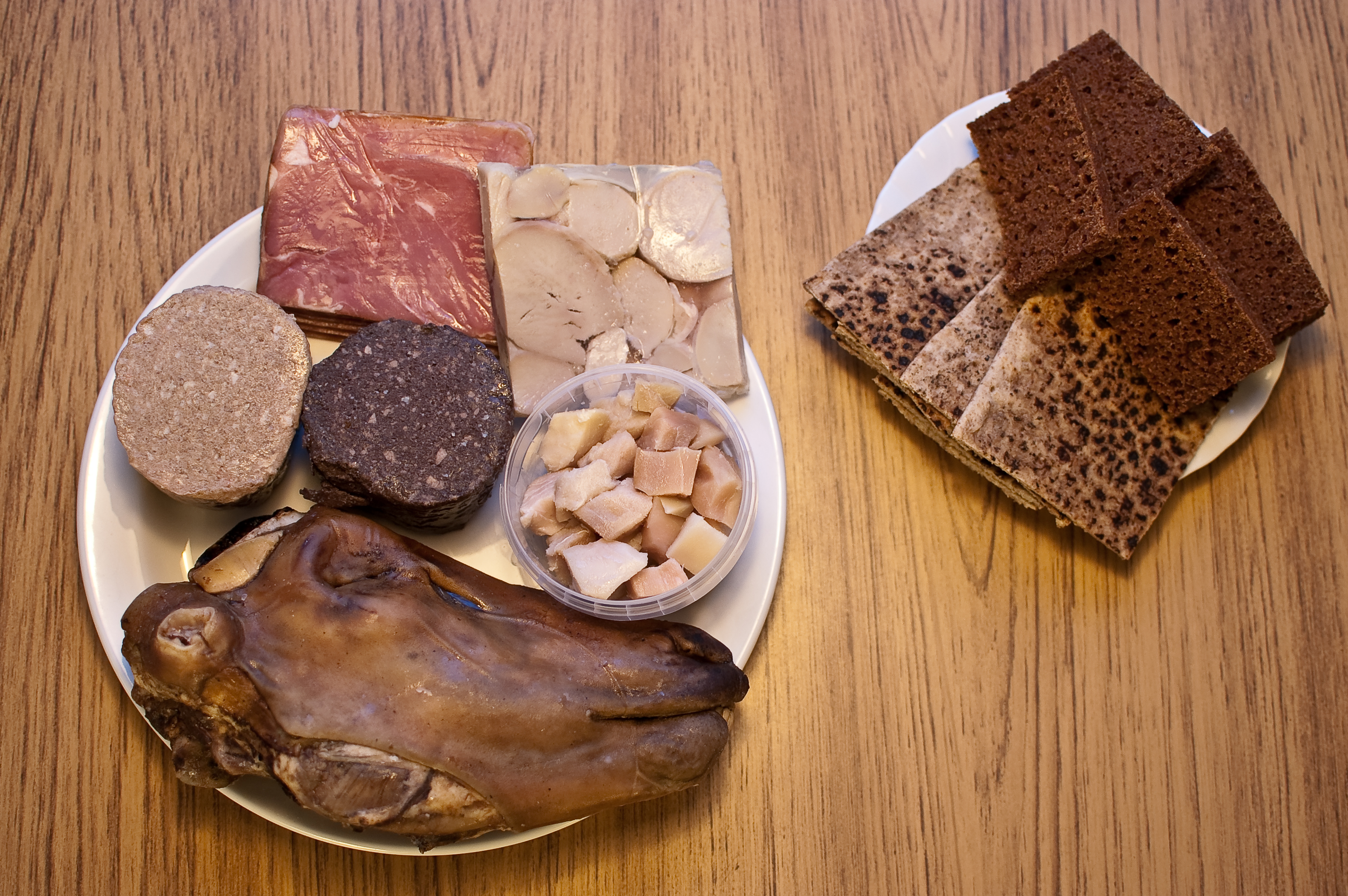
Thorramatur – výběr z tradičních islandských jídel

- Sild, nakládaný sleď (slaneček). Je to vánoční jídlo podávané v rajčatové nebo jiné omáčce.
- Salát z uzeného papuchalka, podávaný jako předkrm[1]
- Lundi (papuchalk), oblíbený uzený nebo grilovaný mořský pták
- Rúgbrauð (Rúgbraud), trvanlivý, tmavý a velmi hutný žitný chléb s nasládlou chutí. Bývá pečený v hrncích, které využívají teplo z termálních pramenů (pak se nazývá hverabrauð - „chléb z horkého pramene“)[1], nebo se těsto zahrabe na dva dny do horké půdy.
- Flatkökur, nekynuté chlebové placky, které se pečenou na horkém kameni. Chutnají po kouři a uzeném mase.
- Thorramatur, tradiční směs jídel – ovčí hlava, rosol z ovčí hlavy, krvavý pudink, klobása z ovčích jater, tlačenka z beraních varlat
- Svið, rozříznutá uvařená ovčí hlava nestažená z kůže, pouze se srstí opálenou ohněm[1]
- Blóðmör, tlačenka zabalená do ovčího žaludku s obsahem skopové krve[1]
- Lifrarpylsa, pochoutka vyrobená z jater, tuku a žitné mouky[1]
- Súrsaðir hrútspungar, stlačená a uvařená beraní varlata naložená v syrovátce

## Mléko a sýry

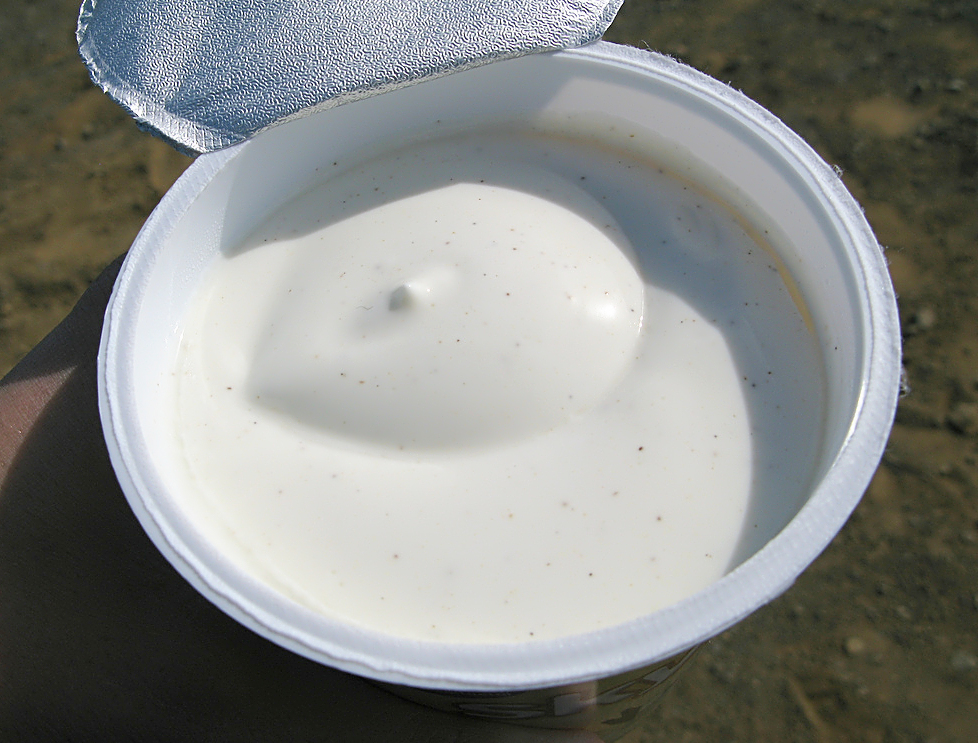
Jogurt skyr

- Skyr je mléčný výrobek podobný řeckému jogurtu nebo tvarohu. Z Islandu se rozšířil do celého světa. Vyrábí se z pasterizovaného mléka a sýřidla. Po sražení se přepasíruje přes textilní látku, aby se zbavil syrovátky. Skyr se konzumuje neochucený se sendvičem nebo slazený s bobulovitým ovocem.
- Rjómi, smetana
- Sýrður rjómi, zakysaná smetana
- Pykkmjólk, husté jogurtové mléko
- AB mjólk, acidofilní mléko
- Súrmjólk, kefír

## Sladká jídla

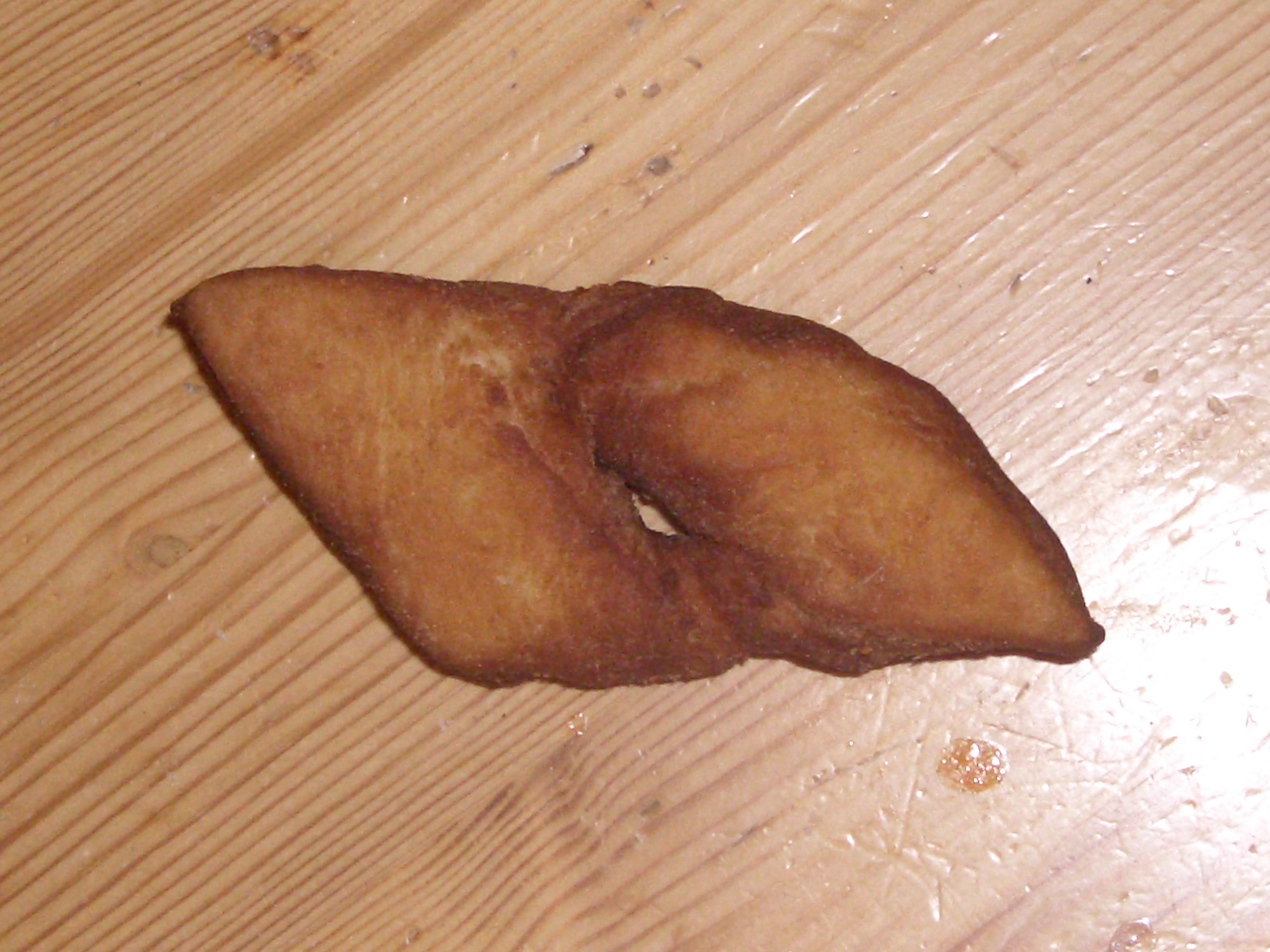
Kleinur, pečivo smažené v oleji

- Kleina (Kleinur), sladké pečivo smažené v oleji, tradičně na skopovém loji. Je rozšířené ve všech severských zemích.
- Snúður, skořicový šnek, nejčastěji politý čokoládou
- Laufabrauð, vánoční pečivo původem ze severního Islandu. Jedná se o tenké plátky těsta, 15–20 cm dlouhé, zdobené do tvaru listů.
- Lakkrís, velmi běžná sladkost s lékořicí. Má podobu želé nebo tvrdých bonbonů. Obaluje se v čokoládě nebo v soli.
- Randalín, dort z několika plátů těsta spojených džemem
- Skúffukaka, dort pečený na pánvi, politý čokoládou a posypaný kokosem
- Vínarbraud, listové těsto s vanilkovou pudinkovou náplní

## Nápoje
Na Islandu je pití alkoholu omezováno. Prodává se výhradně ve státních obchodech Vínbúð pouze osobám starším 20 let. V restauracích se alkohol podává, ale je drahý, neboť je vysoce zdaněn. Islanďané popíjejí především o víkendech.

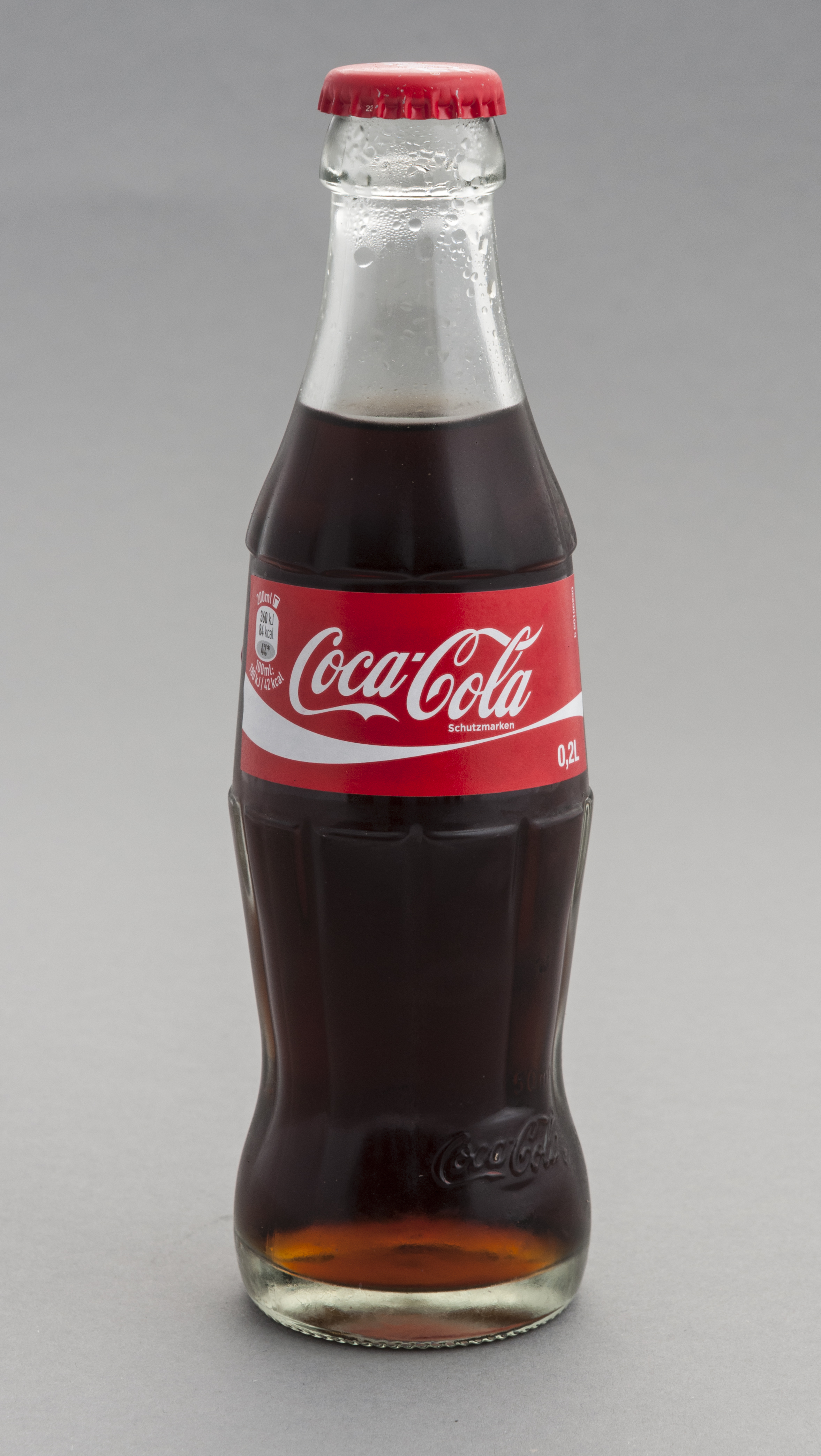
Coca-cola

- Brennivín (doslova pálené víno, cca 37,5 % alkoholu), islandská pálenka podobná skandinávskému aquavitu. Tento národní nápoj se destiluje z brambor, do kterých se přidává kmín a semena anděliky. Nazývá se také svarti dauði (doslova černá smrt).
- Pivo, oblíbený nápoj. Na Islandu se vyrábějí klasické ležáky Egil´s, Thule a Viking.  Prodává se i levné pivo s nízkým obsahem alkoholu (2,2 %).
- Coca-Cola, oblíbený nápoj. V jeho spotřebě jsou Islanďané první na světě ještě před USA.
- Káva, další oblíbený nápoj. Islanďané jsou v její konzumaci třetí na světě za Finskem a Norskem.
- Egils Malt, místní nealkoholický nápoj, který chutná jako oslazené pivo.
- Voda, ve všech restauracích a kavárnách je voda zdarma.